# Monti Drygalski
I monti Drygalski sono un gruppo montuoso dell'Antartide facente parte della più grande catena montuosa dei monti Orvin, di cui si trovano nella parte occidentale. Situata nella Terra della Regina Maud e in particolare in corrispondenza della costa della Principessa Astrid, la formazione, costituita da montagne e nunatak sparsi, si trova circa tra i monti Filchner, a sud-ovest, e i monti Kurze, e le sue vette raggiungono i 2930 m di altezza con il picco Ulvetanna.

## Storia
I monti Drygalski sono stati scoperti e fotografati durante la spedizione Nuova Svevia, 1938-39, comandata dal capitano tedesco Alfred Ritscher, il quale li battezzò così in onore del professor Erich von Drygalski, comandante della prima spedizione antartica tedesca nel 1901-03. In seguito la formazione fu poi mappata più dettagliatamente grazie a fotografie aeree scattate durante la sesta spedizione antartica norvegese, 1956-60.